# THE GREATEST UNKNOWN
『THE GREATEST UNKNOWN』（ザ・グレイテスト・アンノウン）は日本のミクスチャー・ロックバンド、King Gnuの4枚目のフル・アルバム。2023年11月29日にAriola Japanから発売された。

## 解説
- 前作『CEREMONY』から約4年ぶりのオリジナル・アルバム。アルバムタイトルは4年前、『CEREMONY』を引っ提げたツアーを終えた時点で既に決まっていた[2]。
- シングル曲11曲、インスト・インタールード7曲、新曲3曲を含む全21曲収録。メンバー・常田大希のSNSなどでは事前に全21曲入りの作品になることが告知されていた。
- 初回限定盤は豪華ボックス仕様。主要曲ごとに一枚ずつ分けられた歌詞カードのほか、2023年6月に行われたKing Gnu初の神奈川・日産スタジアム公演の模様を収録したBlu-ray・プレイパスコードが付属[3]。

## 収録内容
| 全作詞・作曲: 常田大希、全編曲: King Gnu。 |                          |          |            |      |
| #                                          | タイトル                 | 作詞     | 作曲・編曲 | 時間 |
| 1.                                         | 「MIRROR」               | 常田大希 | 常田大希   | 1:28 |
| 2.                                         | 「CHAMELEON」            | 常田大希 | 常田大希   | 3:11 |
| 3.                                         | 「DARE??」               | 常田大希 | 常田大希   | 0:38 |
| 4.                                         | 「SPECIALZ」             | 常田大希 | 常田大希   | 3:53 |
| 5.                                         | 「一途」(ALBUM ver.)     | 常田大希 | 常田大希   | 3:40 |
| 6.                                         | 「δ」                    | 常田大希 | 常田大希   | 0:36 |
| 7.                                         | 「逆夢」                 | 常田大希 | 常田大希   | 5:08 |
| 8.                                         | 「IKAROS」               | 常田大希 | 常田大希   | 3:38 |
| 9.                                         | 「W●RKAHOLIC」           | 常田大希 | 常田大希   | 0:35 |
| 10.                                        | 「):阿修羅:(」           | 常田大希 | 常田大希   | 2:31 |
| 11.                                        | 「千両役者」(ALBUM ver.) | 常田大希 | 常田大希   | 2:59 |
| 12.                                        | 「硝子窓」               | 常田大希 | 常田大希   | 3:39 |
| 13.                                        | 「泡」(ALBUM ver.)       | 常田大希 | 常田大希   | 4:35 |
| 14.                                        | 「2 Μ Ο Я Ο」            | 常田大希 | 常田大希   | 2:57 |
| 15.                                        | 「STARDOM」(ALBUM ver.)  | 常田大希 | 常田大希   | 4:22 |
| 16.                                        | 「SUNNY SIDE UP」        | 常田大希 | 常田大希   | 0:44 |
| 17.                                        | 「雨燦々」               | 常田大希 | 常田大希   | 4:58 |
| 18.                                        | 「BOY」                  | 常田大希 | 常田大希   | 3:54 |
| 19.                                        | 「仝」                   | 常田大希 | 常田大希   | 0:43 |
| 20.                                        | 「三文小説」(ALBUM ver.) | 常田大希 | 常田大希   | 4:07 |
| 21.                                        | 「ЯOЯЯIM」               | 常田大希 | 常田大希   | 1:34 |
| 合計時間:                                  | 合計時間:                | 59:50    |            |      |

| #   | タイトル                     | 作詞 | 作曲・編曲 |
| --- | ---------------------------- | ---- | ---------- |
| 1.  | 「開会式」                   |      |            |
| 2.  | 「飛行艇」                   |      |            |
| 3.  | 「Tokyo Rendez-vous」        |      |            |
| 4.  | 「Teenager Forever」         |      |            |
| 5.  | 「BOY」                      |      |            |
| 6.  | 「雨燦々」                   |      |            |
| 7.  | 「小さな惑星」               |      |            |
| 8.  | 「傘」                       |      |            |
| 9.  | 「ユーモア」                 |      |            |
| 10. | 「Don’t Stop the Clocks」    |      |            |
| 11. | 「カメレオン」               |      |            |
| 12. | 「三文小説」                 |      |            |
| 13. | 「泡」                       |      |            |
| 14. | 「幕間」                     |      |            |
| 15. | 「どろん」                   |      |            |
| 16. | 「Overflow」                 |      |            |
| 17. | 「Prayer X」                 |      |            |
| 18. | 「Slumberland」              |      |            |
| 19. | 「Stardom」                  |      |            |
| 20. | 「一途」                     |      |            |
| 21. | 「逆夢」                     |      |            |
| 22. | 「壇上」                     |      |            |
| 23. | 「サマーレイン・ダイバー」   |      |            |
| 24. | 「閉会式」(Encore)           |      |            |
| 25. | 「白日」(Encore)             |      |            |
| 26. | 「McDonald Romance」(Encore) |      |            |
| 27. | 「Flash!!!」(Encore)         |      |            |

### 解説
1. MIRROR
オープニングナンバー。メルセデス・ベンツ Eクラス CMソング。次曲『CHAMELEON』へと繋ぐインスト曲。
「King Gnu Live Tour 2022 CLUB GNU EDITION」で一曲目に披露された『カメレオン』のイントロとして作られた音源をブラッシュアップしたもの[4]。 「ミ」と「ラ」の音のみで主旋律が構成されている。
2. CHAMELEON
5thシングル。フジテレビ系 月9ドラマ『ミステリと言う勿れ』主題歌、フジテレビ系 土曜プレミアム『映画公開記念・ミステリと言う勿れ 特別編』主題歌、映画『ミステリと言う勿れ』挿入歌。
タイトル表記がカタカナから英字に変更されている。
3. DARE??
前曲『CHAMELEON』から、次曲『SPECIALZ』へと繋ぐインスト曲。
前曲の最後の「君は誰？」というフレーズをサンプリングしている[5]。
4. SPECIALZ
7thシングル。毎日放送・TBS系アニメ『呪術廻戦』第2期「渋谷事変」オープニングテーマ。表記は無いがアウトロが追加されたアルバムバージョンで収録。
5. 一途 (ALBUM ver.)
4thシングル（両A面）。映画『劇場版 呪術廻戦 0』主題歌。アウトロが長くなっているアルバムバージョンで収録。アウトロのアレンジはKing Gnuが2023年7月1日に台湾の第34回金曲奨で披露した際のアレンジをベースにしている[6]。
6. δ
前曲『一途』から、次曲『逆夢』へと繋ぐインスト曲。
7. 逆夢
4thシングル（両A面）。映画『劇場版 呪術廻戦 0』エンディングテーマ。微かにイントロが前曲と繋がっている。
8. IKAROS
微かにアウトロが次曲と繋がっている。
9. W●RKAHOLIC
インタールード曲。millennium parade × 椎名林檎『W●RK』の制作時に採用されなかった音源が元になっている[7]。
10. ):阿修羅:(
「PlayStation × King Gnu｜Play Has No Limits “限界突破”」CMソング[8]。
11. 千両役者 (ALBUM ver.)
2ndシングル（両A面）。NTTドコモ「5G」CMソング。アルバムバージョンで収録。
12. 硝子窓
映画『ミステリと言う勿れ』主題歌。アルバム発売に先駆け、映画公開日に先行配信された。
13. 泡 (ALBUM ver.)
配信限定5thシングル。映画『太陽は動かない』主題歌。テレビドラマ『太陽は動かない -THE ECLIPSE-』主題歌。アルバムバージョンで収録。
シングルより長くなっている心臓の鼓動のイントロは、ライブで披露していたアレンジをベースにしている。また、楽曲中の口笛は坂本龍一『戦場のメリークリスマス』のメロディである。
14. 2 Μ Ο Я Ο
ネイチャーラボ 「MARO」『全部洗い流して、また明日。』篇 CMソング（常田出演）。
15. STARDOM (ALBUM ver.)
6thシングル曲。2022年 NHKサッカーテーマソング。アルバムバージョンで収録。タイトル表記が大文字に変更されている。
16. SUNNY SIDE UP
次曲『雨燦々』へと繋ぐインタールード曲。
17. 雨燦々
配信限定6thシングル及び、6thシングルc/w曲。TBS系 日曜劇場『オールドルーキー』主題歌。微かにイントロが前曲と繋がっている。
18. BOY
3rdシングル。フジテレビ系アニメ "ノイタミナ"『王様ランキング』第1クールオープニングテーマ。表記は無いがアウトロのアレンジが変更されたアルバムバージョンで収録。
19. 仝
次曲『三文小説』へと繋ぐインスト曲。
20. 三文小説 (ALBUM ver.)
2ndシングル（両A面）。日本テレビ系 土曜ドラマ『35歳の少女』主題歌。アルバムバージョンで収録。
21. ЯOЯЯIM
前曲『三文小説』から繋がっているインスト曲。タイトルの読み方は「ラーミー」。
一曲目『MIRROR』を逆再生したものをベースにアレンジされている[4]。

## 参加ミュージシャン
- 常田大希：Guitar, Piano, Programming & Vocal
- 井口理：Vocal
- 新井和輝
  - Bass
  - Additional Chorus (#11.15)
- 勢喜遊
  - Drums
  - Additional Chorus (#15)
- 宮川純
  - Piano (#2.3.6.12.15.17)
  - Organ (#2.5.8.9.15.16.17)
  - Synthesizer (#3.4.5.6.9.10.11.15.17)
  - Clavinet (#4.5)
  - Rhodes (#8.14)
  - VOX Organ (#14)
  - Vocoder Programming (#20)
- 江﨑文武 (WONK)
  - Piano (#2.7.18)
  - Rhodes, Wurlitzer (#7)
  - Organ (#5.7.18)
  - Synthesizer (#2.5.7.18)
- 常田俊太郎：Violin (#1.7.12.17.18.20.21)
- 村岡苑子：Cello (#1.12.17.18.21)
- 林はるか：Cello (#7)
- 地代所悠：Contrabass (#1.20.21)
- MELRAW：Alto Saxophone (#14)
- 西田弓：Additional Chorus (#11.16.17)
- SAMURAI BLUE Supporter：Additional Chorus (#15)
- Ai, Nozomi：Additional Chorus (#16)